# Clethra fragrans
Clethra fragrans är en tvåhjärtbladig växtart som beskrevs av L.M.González och R.Delgad. Clethra fragrans ingår i släktet Clethra och familjen Clethraceae. Inga underarter finns listade i Catalogue of Life.